# 藤原惠
藤原 恵（ふじわら さとし、1907年（明治40年）1月10日 - 1990年（平成2年）3月16日）は、朝日新聞記者、関西学院大学社会学部教授などを務めた、日本のジャーナリスト、新聞学研究者。

## 経歴
愛媛県新居郡氷見町（後の西条市）に生まれる。
1924年に愛媛県立西条中学校を卒業して、4年生の専門学校であった関西学院文学部社会学科に進み、1928年に卒業した。在学中は、河上丈太郎に師事した。
同年、大阪時事新報社に入り、1931年に大阪朝日新聞社へ転じた。
1944年に出版局編集部次長兼『週刊朝日』副編集長となり、その後は在阪の出版局、整理部関係の役職を歴任して1962年に定年退職し、客員となった。この間、1945年には、収集していた新聞関係文献資料を大阪朝日新聞社に寄贈し、その目録が『藤原恵文庫目録』として出版された。
1962年4月に関西学院大学社会学部教授となり、1975年3月に定年退職した。
この間、1960年に人権擁護委員を委嘱され、関係する多くの役職を歴任し、1982年には長年にわたる活動に対して藍綬褒章を受章した。また、大阪人権博物館の前身である大阪人権歴史資料館の初代館長も務めた。

## おもな著書
- ジャーナリズムの周辺、関西学院大学生活協同組合出版会、1984年